# Josef Mukařovský
Josef Mukařovský (6. dubna 1851 Mohuč – 1. listopadu 1921 Klatovy) byl český malíř a ilustrátor.

## Životopis
Narodil se v mohučské pevnosti v Německu v rodině důstojníka Josefa Mukařovského a jeho manželky Františky, rozené Kronbergerové. Strávil tam osm let, poté navštěvoval školy v Praze a ve Vídni. V letech 1867-1875 absolvoval studia malířství na Akademii výtvarných umění v Praze v ateliéru Josefa M. Trenkwalda a Jana Swertse. Od roku 1870 přispíval svými ilustracemi, zejména portréty a žánrovými kresbami, do Světozoru aj. časopisů; během čtrnácti let jich uveřejnil přes 400.
K jeho dalším dílům patřila výzdoba schodiště Thunovského paláce. V 80. letech 19. století odjel do Mnichova. Tam se na čas usadil a zapojil do kulturního života. Maloval ilustrace do mnichovských kulturních časopisů a pod přezdívkou „Muki“ byl milým společníkem a hostitelem českých návštěvníků i mnichovských kolegů. K jeho přátelům tam patřili malíři František Hlavatý a Otto Peters.
Byl dvakrát ženat. 5. února 1887 se v Praze na Vinohradech oženil s Annou Křížovou (1864-) a po její předčasné smrti se vrátil do Mnichova. V listopadu 1904 se vrátil do Prahy, kde se opět přihlásil k pobytu. 20. července 1905 se podruhé oženil, a to s Julií, rozenou Temlovou, ovdovělou Gozziovou, u sv. Václava v Praze na Smíchově. Poté manželé odjeli do Mnichova, kde se jim 24. 10. 1906 narodila dcera Julie Josefa.. V roce 1913, když měla jeho dcera nastoupit do školy, se vrátil s rodinou do Čech a koupil domek v Domažlicích. Dokud mu to válečné události neznemožnily, přispíval nadále do mnichovských časopisů. Koncem války se zaměřil na portréty obyvatel Chodska. Zachovával si svůj tradiční styl, nové umělecké směry se ho nedotkly. Tvořil prakticky až do konce života. Zemřel v klatovské nemocnici a byl pohřben na městském hřbitově v Domažlicích.
Lidé jej znali jako šťastného, harmonického, vyrovnaného člověka.

## Galerie

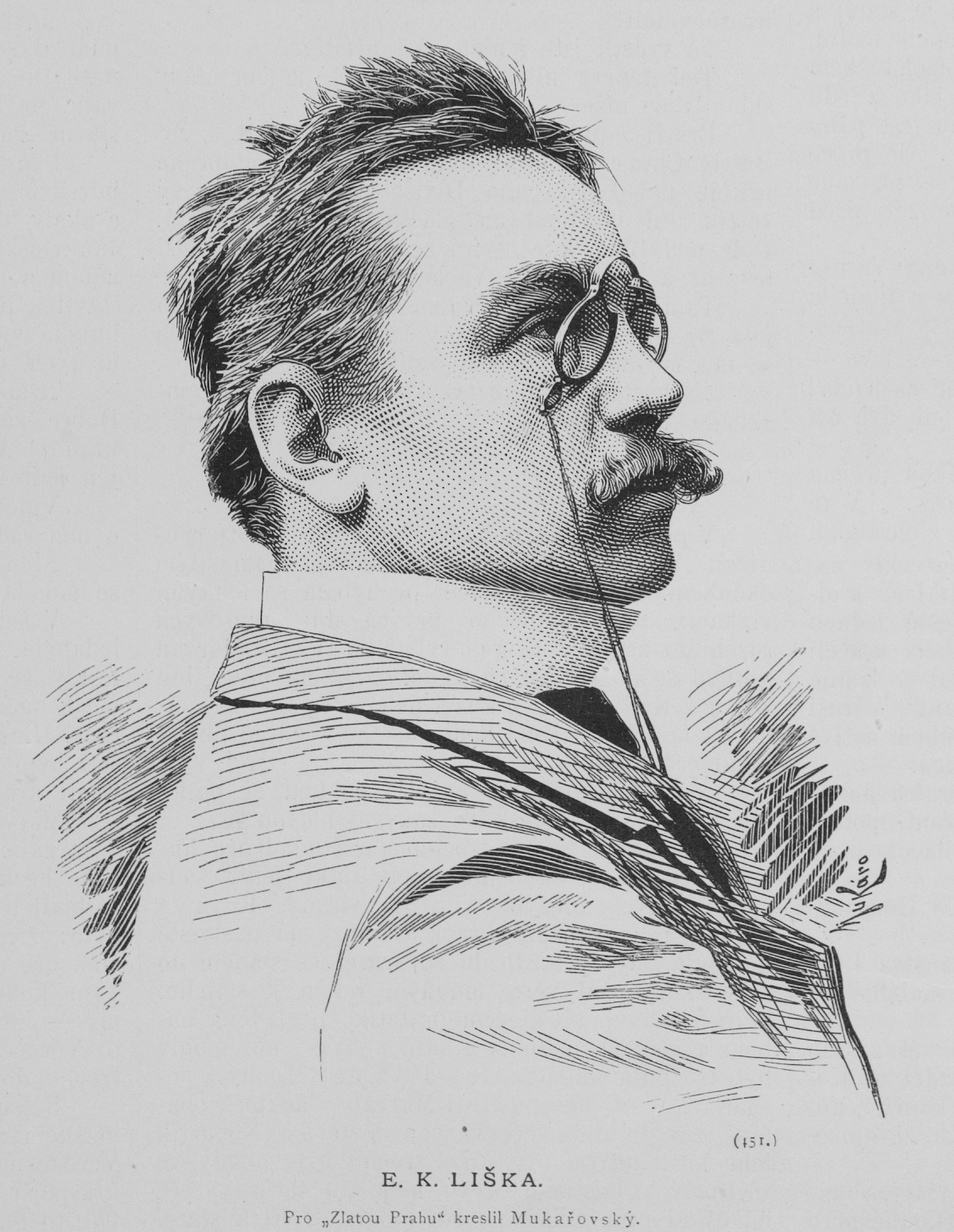
Emanuel Krescenc Liška
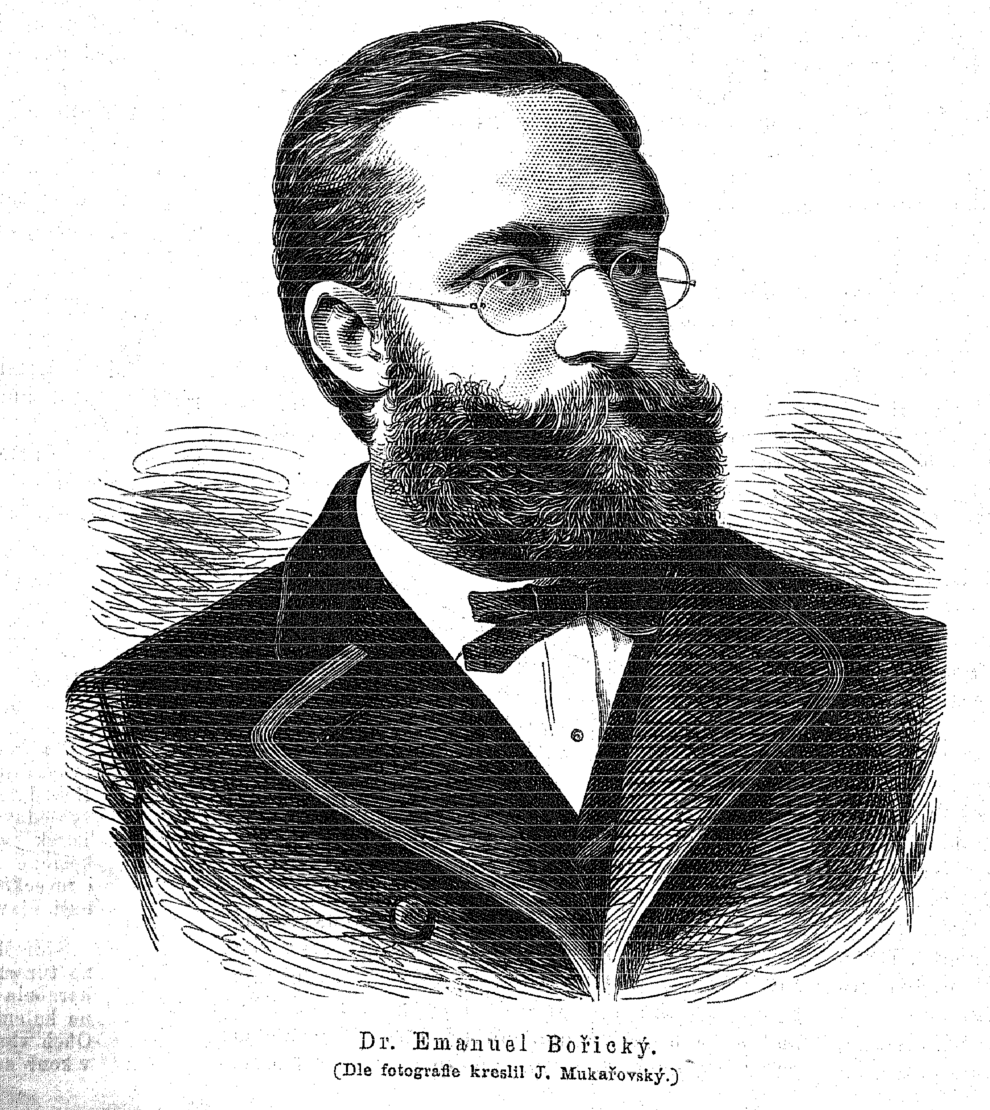
Emanuel Bořický
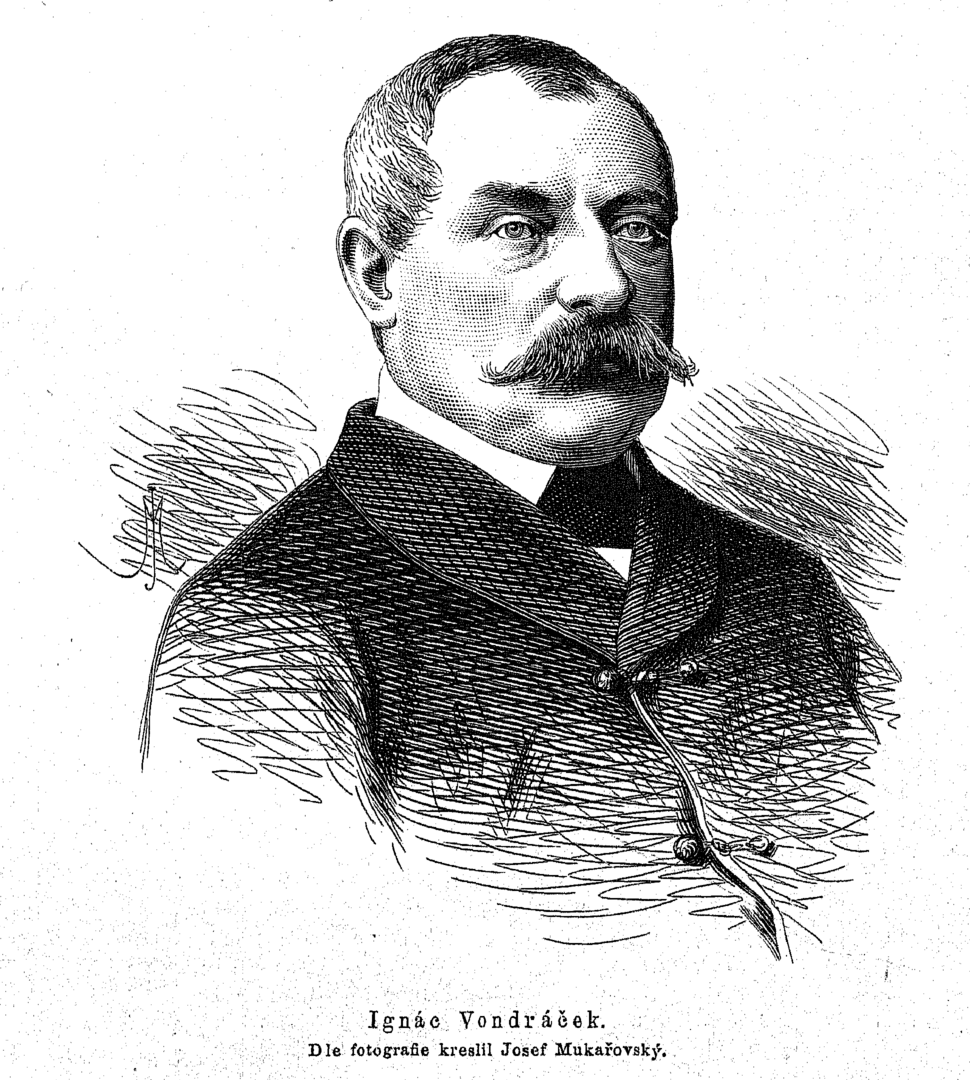
Ignác Vondráček
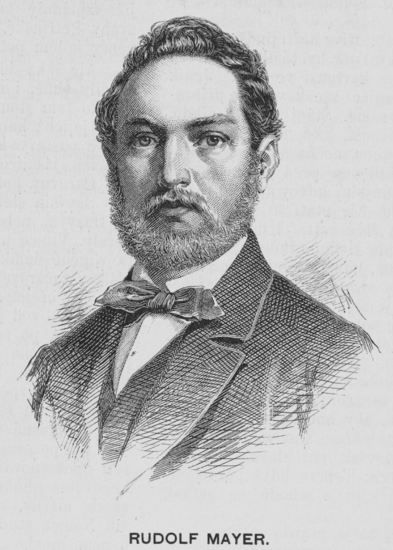
Rudolf Mayer
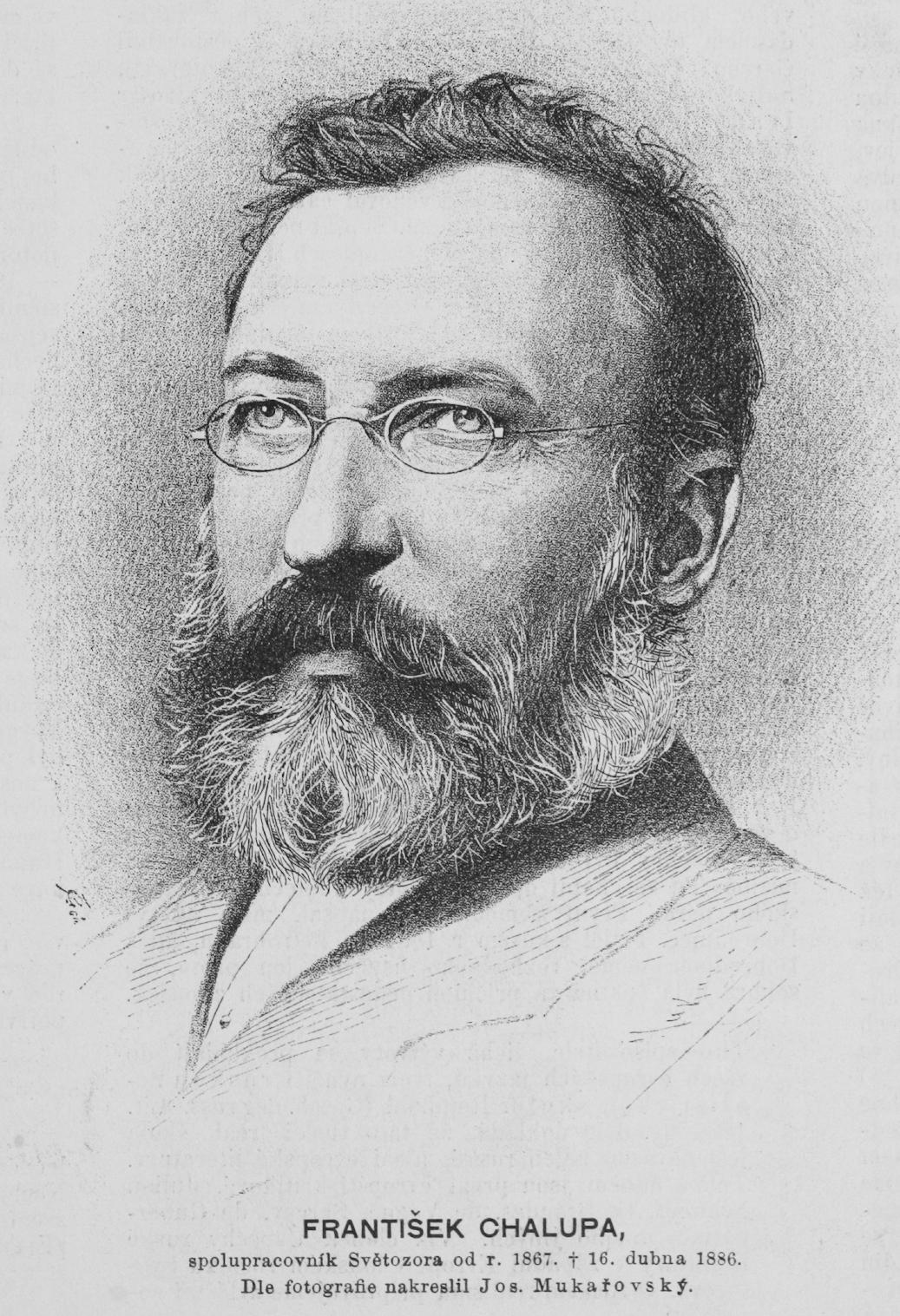
František Chalupa
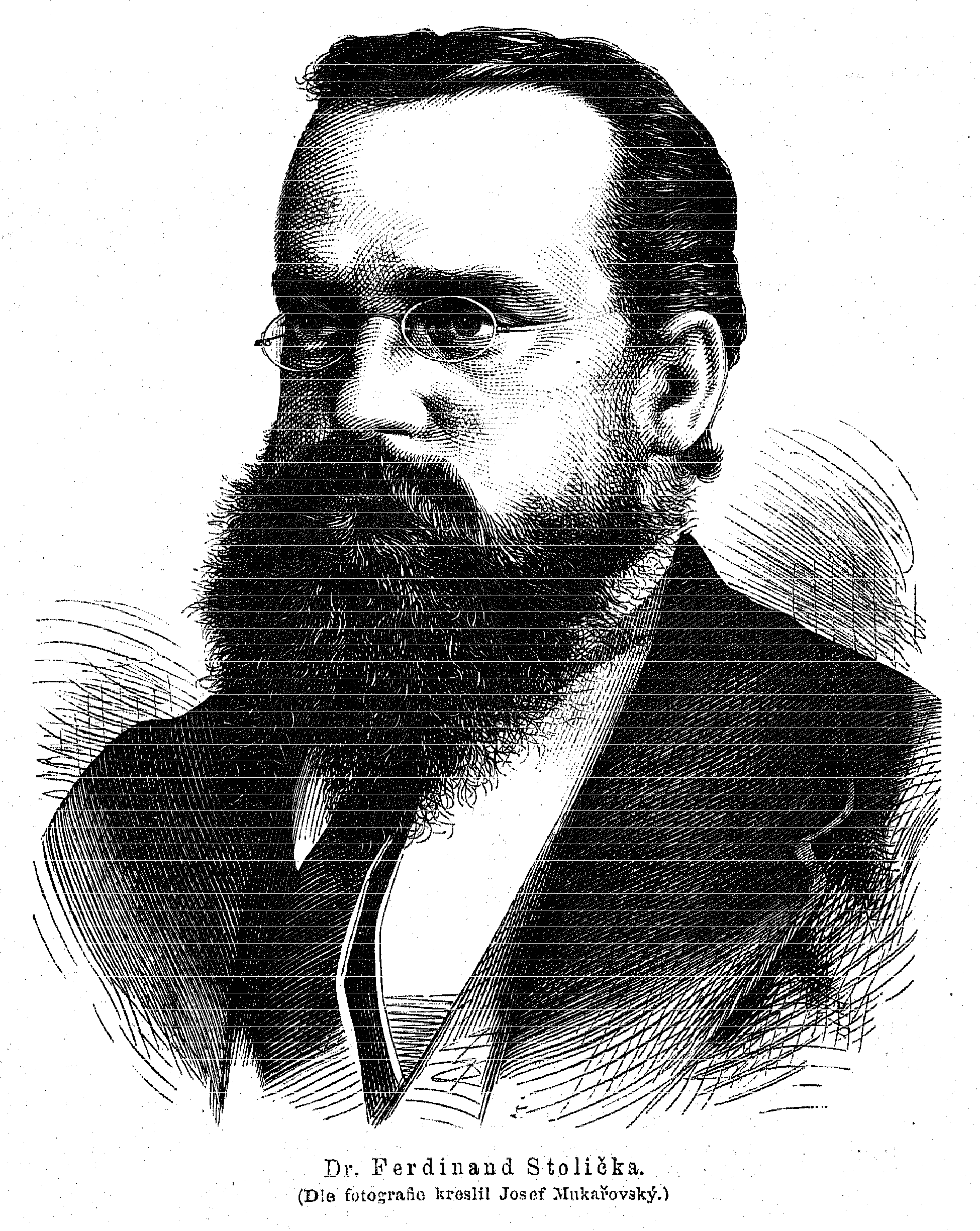
Ferdinand Stolička
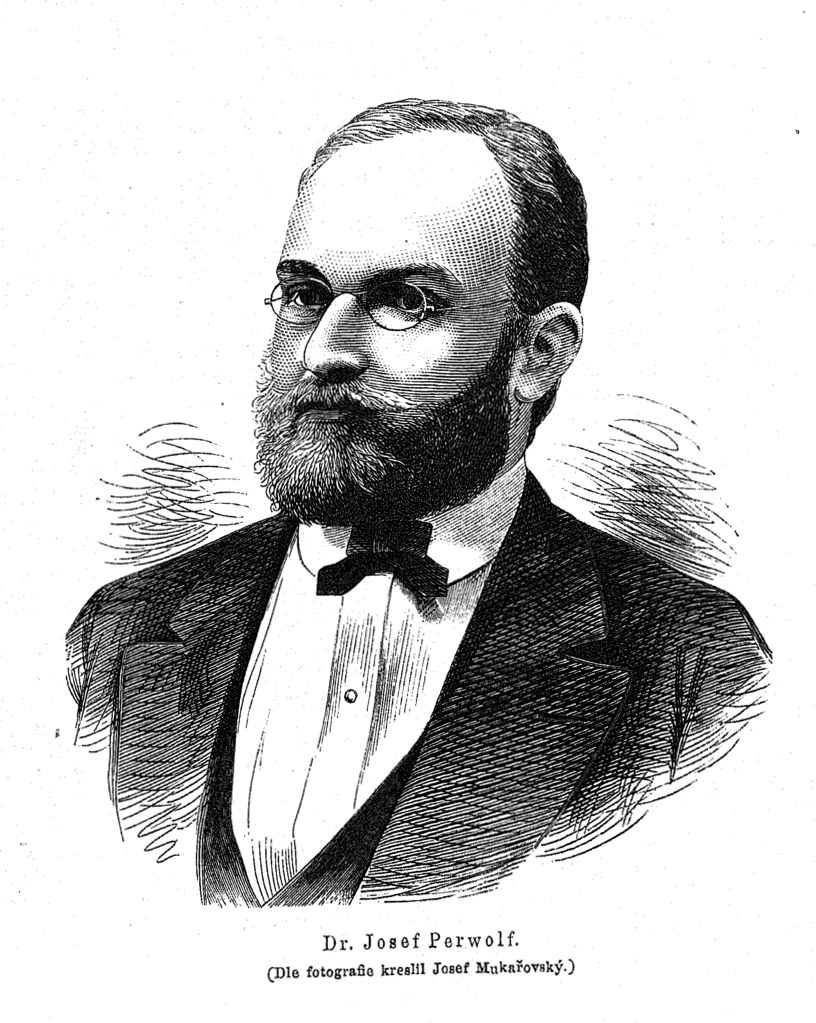
Josef Perwolf
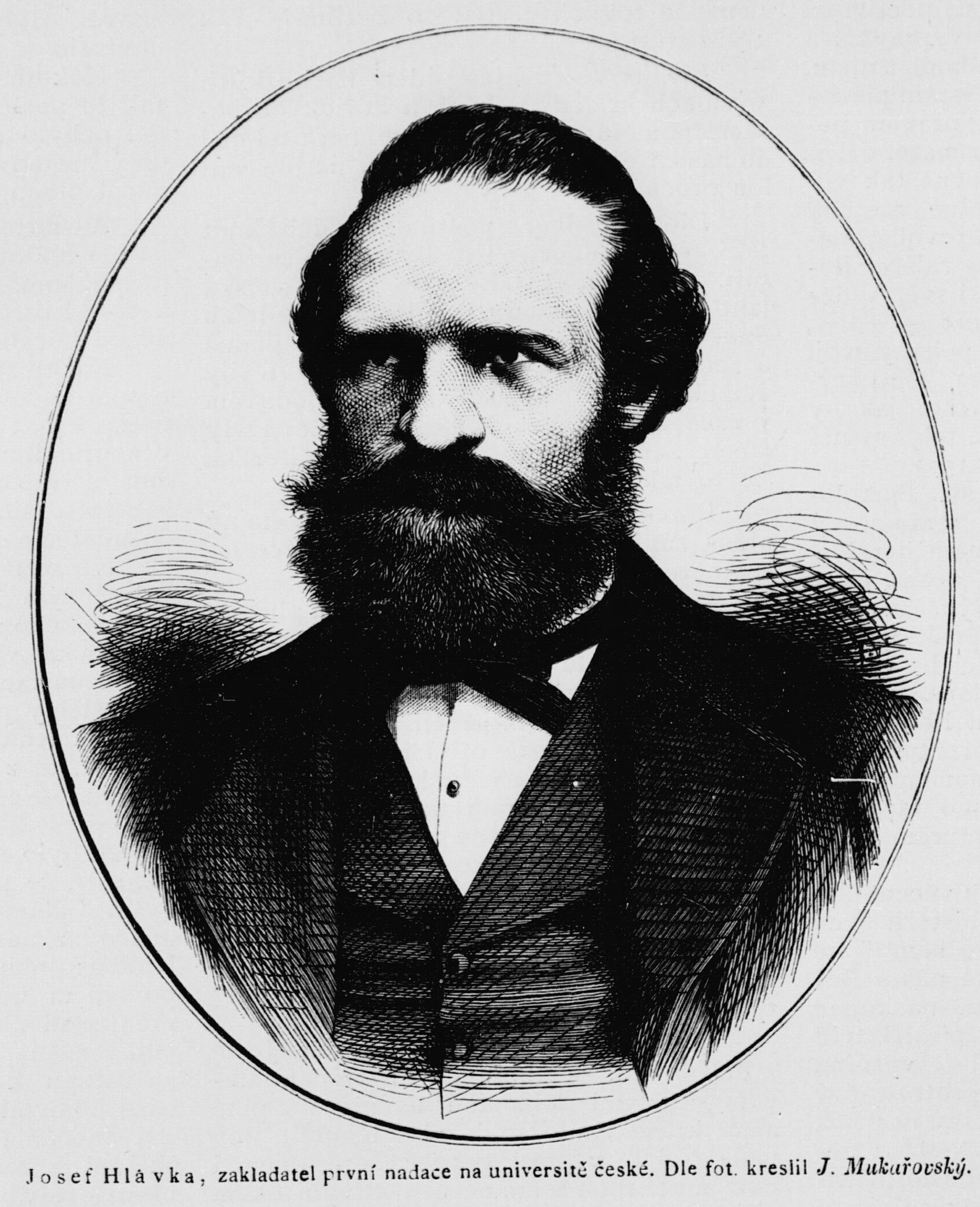
Josef Hlávka (Světozor 1876, kresba dle fotografie)
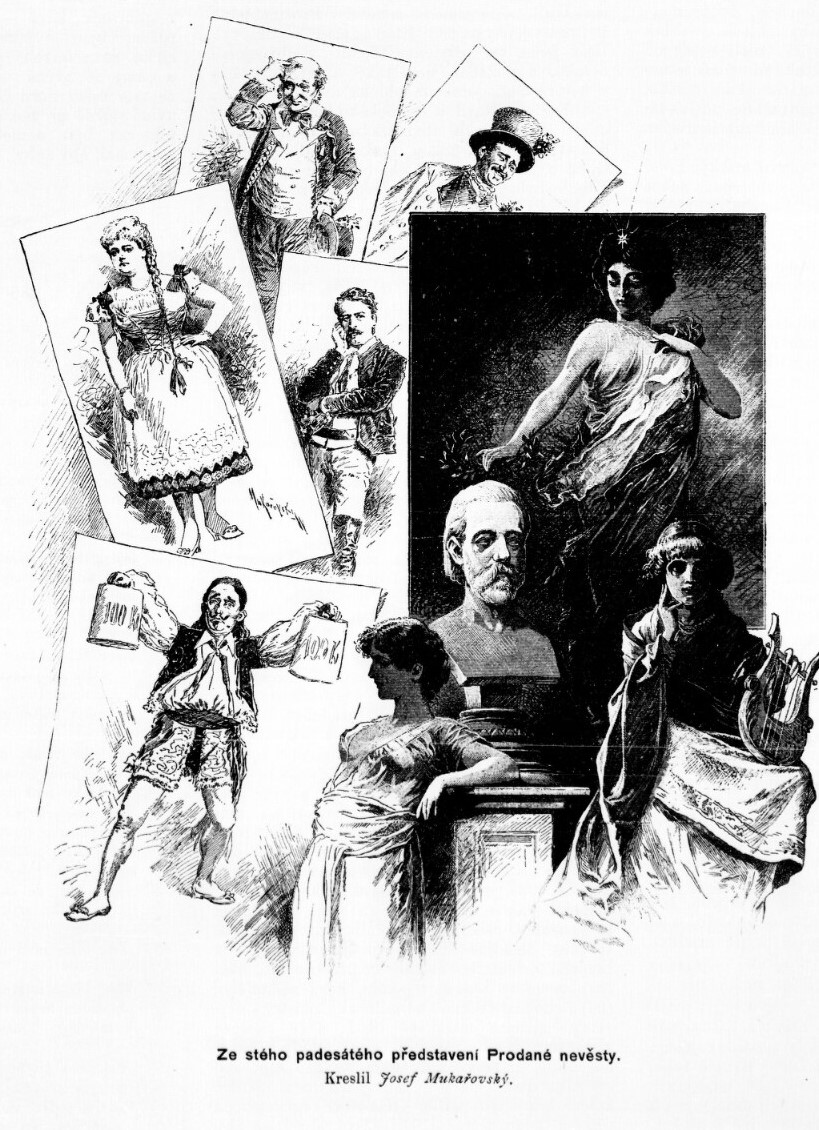
Kresby ze 150. představení Prodané nevěsty (Světozor 1886)
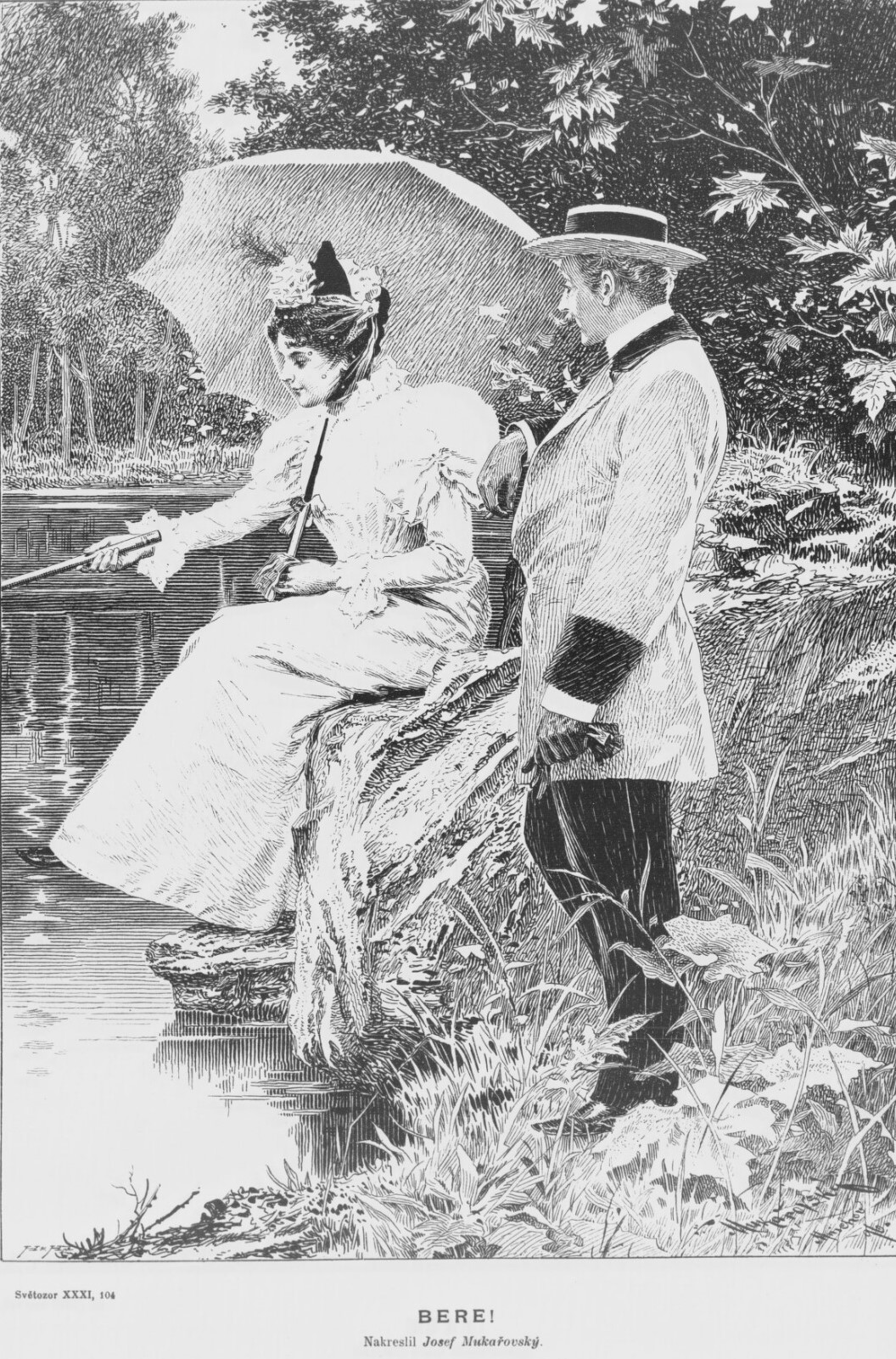
Josef Mukařovský: Bere! (Světozor 1897)